# Ulrich von Barnekow
Ulrich Karl Adolf Freiherr von Barnekow (* 8. September 1816 in Potsdam; † 16. Februar 1883 in Brandenburg an der Havel) war preußischer Generalmajor, Kommandeur der 6. Kavallerie-Brigade sowie Ehrenbürger von Züllichau.

## Leben

### Herkunft
Seine Eltern waren der Major im 1. Garde-Regiment zu Fuß sowie Ritter des Eisernen Kreuzes II. Klasse, Adolf Friedrich von Barnekow (1784–1817) und dessen Ehefrau Ida Clementine Auguste, geborene von Beyer († 1823).

### Werdegang
Er wurde am 13. April 1827 Kadett in Potsdam und kam am 18. August 1830 als Pensionär zu den Kadetten nach Berlin. Von dort kehrte er am 16. August 1831 nach Hause zurück und noch im selben Jahr in die Pensionsanstalt in Luckau, anschließend kam er 1833 in die Militärvorschule nach Erfurt. Am 11. Juli 1835 trat er als Kürassier in das 7. Kürassier-Regiment der Preußischen Armee ein und avancierte bis Mitte März 1837 zum Sekondeleutnant. Vom 11. November bis zum 15. Dezember 1850 wurde er als Führer der Ersatzeskadron und vom 15. Dezember bis zum Februar 1851 als Führer in der 1. Eskadron eingesetzt. Am 10. März 1851 zum Premierleutnant befördert, wurde Barnekow am 16. Dezember 1851 zum 27. Landwehr-Regiment kommandiert, war bis zum 30. September 1852 Eskadronführer beim Stamm des I. Bataillons und im Anschluss Eskadronführer beim 7. Schwere Landwehr-Reiter-Regiment. In der Zeit von 1853 bis 1854 hatte er mit der Genehmigung des Königs ein Mandat zur Zweiten Kammer angenommen, außerdem wurde er am 2. Mai 1854 zum Rittmeister befördert.
Barnekow kehrte am 14. April 1858 mit der Ernennung zum Eskadronchef in sein Stammregiment zurück. Am 12. Mai 1860 folgte seine Kommandierung als Eskadronführer in das 3. kombinierte Ulanen-Regiment, aus dem Anfang Juli 1860 das 2. Brandenburgische Ulanen-Regiment Nr. 11 hervorging. Dort wurde er am 13. Mai 1861 zum Major und etatsmäßigen Stabsoffizier ernannt.
Während des Deutsch-Dänischen Krieges von 1864 war er Küstenschutzkommandant und Kommandant des Hauptquartiers in Gravenstein, ferner machte er den Übergang nach Alsen mit. Dafür erhielt er am 14. August 1864 den Roten Adlerorden IV. Klasse mit Schwertern. 
Am 15. Mai 1866 wurde Barnekow Kommandeur des Pommerschen Ulanen-Regiments Nr. 10 und am 8. Juni 1866 zum Oberstleutnant befördert. Während des Deutschen Krieges kämpfte er bei Königgrätz sowie den Gefechten bei Tobitschau, Abtsdorf und Zwittau. Dafür erhielt er am 20. September 1866 den Roten Adlerorden III. Klasse mit Schwertern. Er wurde am 22. März 1868 zum Oberst befördert und am 21. Januar 1869 mit dem Ehrenkreuz II. Klasse des Fürstlichen Hausordens von Hohenzoller mit Schwertern ausgezeichnet.
Während des Deutsch-Französischen Krieges kämpfte er bei Wörth, Sedan, Orleans, Beaugency und den Gefechten bei Steinburg, Artenay, Potoy, Allons, Chartres, Coulmiers, Bonneval, Belleme und Chanteloup. Für sein Wirken erhielt Barnekow das Eiserne Kreuz und das Mecklenburgische Militärverdienstkreuz II. Klasse.
Am 27. Januar 1871 erhielt er die Ehrenbürgerrechte der Stadt Züllichau. Unter Stellung à la suite seines Regiments wurde er am 23. Mai 1871 Kommandeur der 6. Kavallerie-Brigade und am 22. März 1873 zum Generalmajor befördert. Am 15. August 1874 wurde er mit Pension zur Disposition gestellt und mit dem Roten Adlerorden II. Klasse mit Eichenlaub und Schwertern am Ringe ausgezeichnet. Er starb am 16. Februar 1883 in Brandenburg an der Havel.

### Familie
Barnekow heiratete am 25. November 1840 in Sissow (heute Ortsteil von Gustow) Sophie Ulrich von Barnekow (1816–1890) aus dem Hause Sissow. Das Paar hatte eine Tochter:
- Ida (* 18. August 1843)

⚭ 1863 Paul von Hake (1836–1873), Rittmeister
⚭ 1883 Fritz Poten, sächsischer Major